# Rainis

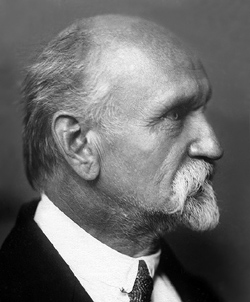
Rainis

Rainis, ook wel foutief Jānis Rainis, pseudoniem van Jānis Pliekšāns (Zemgallen, nabij Jēkabpils, 11 september 1865 - Riga, 12 september 1929) was een Lets schrijver, dichter en toneelschrijver. Hij maakte tevens naam als politiek activist en was later een van de vormgevers van de nieuwe Letse grondwet, na de Letse onafhankelijkheidsverklaring in 1919.

## Leven
Rainis werd geboren als boerenzoon, studeerde aan het gymnasium in Riga en vervolgens rechten in Sint-Petersburg. Van 1891 tot 1895 was hij samen met Pēteris Stučka hoofdredacteur van het tijdschrift Dienas Lapa, de spreekbuis van de socialistische beweging "De Nieuwe Stroom". In 1898 werd hij door de tsaristische politie gearresteerd wegens opruiende activiteiten en werd verbannen naar Siberië. In deze periode vertaalde hij Goethes Faust en werken van Shakespeare, Schiller, Heine en Poesjkin naar het Lets. Tijdens zijn verbanning schreef hij ook zijn eerste gedichten.
Na zijn terugkeer uit Siberië nam Rainis deel aan de Revolutie van 1905, waarna hij met zijn vrouw in ballingschap ging naar Castagnola, aan het Meer van Lugano in Zwitserland. In de daarop volgende periode zou hij erg veel schrijven. Daarbij was zijn huis in Castagnola tijdens de Eerste Wereldoorlog een verzamelplaats voor uitgeweken Letten, die streefden naar een vrij en zelfstandig Letland. Toen dat eind 1919 een feit werd keerde hij in 1920 naar zijn vaderland terug en werd er als een held onthaald. Hij werkte mee aan de nieuwe grondwet en was een periode lang politiek erg actief. Zijn ambitie om voor de Letse Sociaal Democratische Arbeiderspartij minister-president te worden werd echter niet gerealiseerd, hetgeen ertoe leidde dat hij na 1925 wat meer naar de achtergrond trad.
Rainis overleed in 1929, bijna 64 jaar oud. Aan de Esplanade in Riga staat zijn standbeeld. Op zijn geboortedag vindt daar jaarlijks een poëziespektakel plaats. Ook in Ilūkste is een monument voor hem opgericht. Te zijner ere werden postzegels en herinneringsmunten gedrukt.

## Werk
Rainis' werk is sterk lyrisch van karakter, zowel in zijn poëzie als in zijn proza. In de periode tot 1909 koos hij daarbij vooral voor sociale en morele thema's. Zijn belangrijkste werk uit deze periode is Tālas noskaņas zilā vakarā (Verre klanken in de blauwe avond, 1903). Zijn tweede periode, tot 1919, kenmerkt zich door een sterk poëtische vertolking van de heimwee en eenzaamheid die hij voelde tijdens zijn ballingschap, met de gedichtenbundel Gals un sākums (Het einde en het begin, 1912) als typerend voorbeeld. In zijn derde periode grijpt hij vooral terug op de herinneringen uit zijn jeugd. Zijn gedichtencyclus Addio Bella (1920) wijdde hij echter aan de vrouwen van Italië. Ook schreef hij een drama over de volksheld Ilja Moeromets en een Bijbels toneelstuk over Jozef en zijn broers, welke erg populair waren in het toenmalige Letland.
Rainis was in 1925 oprichter van het Lets Kunsttheater. Eind jaren twintig werd hij tweemaal genomineerd voor de Nobelprijs voor de Literatuur.